# Mesón de Guadalupe
Mesón de Guadalupe är en ort i Mexiko.   Den ligger i kommunen San Juan Mixtepec -Dto. 08 - och delstaten Oaxaca, i den sydöstra delen av landet, 260 km sydost om huvudstaden Mexico City. Mesón de Guadalupe ligger 2 773 meter över havet och antalet invånare är 203.
Terrängen runt Mesón de Guadalupe är bergig västerut, men österut är den kuperad. Mesón de Guadalupe ligger uppe på en höjd. Runt Mesón de Guadalupe är det ganska glesbefolkat, med 48 invånare per kvadratkilometer. Närmaste större samhälle är Santiago Juxtlahuaca, 8,3 km väster om Mesón de Guadalupe. I omgivningarna runt Mesón de Guadalupe växer huvudsakligen savannskog.